# 청산중학교 (충북)
청산중학교(靑山中學校)는 대한민국 충청북도 옥천군 청산면 백운리에 있는 공립 중학교이다.

## 학교 연혁
- 1946년 10월 20일 : 청산공립초급중학교 개교
- 1946년 10월 20일 : 청산중학교로 개칭
- 1977년 12월 31일 : 남자 중·고와 여자 중·고로 분리
- 1986년 3월 1일 : 청산중학교와 청산고등학교로 분리 개편(남·녀 공학)
- 1997년 6월 12일 : 강당 준공(건평 708m2)
- 2006년 10월 30일 :  "도서관 현대화"  (디지털화)
- 2010년 12월 15일 : 친환경 첨단교실 및 잔디운동장 준공
- 2012년 6월 30일 : 교내 수목 조경공사 준공
- 2023년 12월 29일 : 제76회 졸업(12명) 졸업생 총수 10,565명
- 2024년 3월 1일 : 제34대 이원익 교장 부임
- 2024년 3월 4일 : 신입생 12명 입학(남 8명, 여 4명)

## 참고 자료
- 청산중학교 - 한국교육학술정보원 학교알리미